# 越南金丝猴
越南金丝猴（学名：Rhinopithecus avunculus）也叫东京仰鼻猴，是惟一分布在中国以外地区的金丝猴，1910年被发现，直到1989年才被再次发现。现存数量很少，约250只。

## 外形
越南金丝猴的体形较小，胸部腹部为黑色，四肢内侧浅黄色。
- 摄于越南东北部

## 分布
越南金丝猴仅分布于越南西部宣光省和北太省之间石灰岩山地的低海拔亚热带雨林中。目前的研究表明，现存约至少4个种群，总数约250只。

## 习性
如同其他灵长类动物一样，越南金丝猴分小群体活动，通常由一只雄性和多只雌性组成，也有多只雄性的群体，多个小群体共同分享一片栖息地。
越南金丝猴以植物为食，食物随季节而变化。

## 研究与保护
越南金丝猴的模式标本产地是越南東京 Song-koi River的Yen-bay，现收藏于大英博物馆。
目前，越南金丝猴IUCN的濒危等级是濒危，生效年代：1997年。

### 濒危因素
越南人口增长很快，对于原始森林的破坏十分严重，极大的挤压了越南金丝猴的生活空间，至1986年，越南金丝猴原有的栖息地已经丧失殆尽。目前越南金丝猴已分割成两个种群。此外，过度捕猎用于皮毛和东方药物也使它们处于更危急的地位。

### 保护措施
虽然1985年越南的国家保护策略开始实施，但执行情况一直不好。现在的保护措施是规划保护区和禁止捕猎，但这个物种面临的情况依旧很不乐观，Na Hang保护区即使建立，越南金丝猴在未来20年里灭绝的機率依旧很高。